# Rainer Bartesch
Rainer Bartesch (* 1964) ist ein deutscher Hornist, Alphornspieler und Komponist für Konzert, Theater und Film.

## Wirken
Bartesch hat drei Studiengänge absolviert. Er studierte das Instrumentalfach Horn, legte die Prüfung für das Lehramt an Gymnasien ab und studierte Komposition für Film und Fernsehen an der Münchner Musikhochschule.
Bartesch war vier Jahre als Hornist bei verschiedenen Orchestern angestellt, lehrte fünf Jahre lang als Dozent an der Münchner Musikhochschule und spielte 25 Filmmusiken mit verschiedenen Orchestern ein. Bartesch vertonte über 100 Filme. Er komponiert auch konzertante Musik und Musiktheaterwerke und ist Spezialist für Musik außereuropäischer Kulturen.
Rainer Bartesch lebt in Maising bei Starnberg.

## Filmografie (Auswahl)
- 2007:  Das große Hobeditzn
- 2008: Baching
- 2009: Erntedank. Ein Allgäukrimi
- 2010: Plug & Pray
- 2011–2012: Franzi (Fernsehserie, 26 Folgen)
- 2014: Vier Drillinge sind einer zu viel
- 2015: La buena vida – Das gute Leben
- 2016–2017: Der Alte (Fernsehserie, 4 Folgen)
- 2017: Falsche Siebziger
- 2018: Weingut Wader (Drama, ARD-Reihe; Regie Tomy Wigand)
- 2021: Nie zu spät

## Preise und Auszeichnungen
- 2010 Rolf-Hans Müller Preis für Filmmusik  für "Erntedank – ein Allgäukrimi"
- 2007 Für Magnificat in modo moventium picturarum 1. Preis beim Kompositionswettbewerb Paradisi Gloria des Bayerischen Rundfunks für Neue sakrale Musik[1]
- 2009 "Audience Award" beim internationalen Kompositionswettbewerb der Pyromusikale in Berlin